# Damià Borràs Barber
Damià Borràs Barber (Maó, 1957) és un escriptor, traductor i polític menorquí, diputat al Parlament de les Illes Balears en la VI, VIII i IX legislatures.
Militant del PSIB-PSOE, fou elegit diputat a les eleccions al Parlament de les Illes Balears de 2003 però en renuncià i ja no prengué possessió. Membre també del Consell Insular de Menorca fou vicepresident i conseller executiu de presidència i mobilitat (2003-2007) i de mobilitat (2007-2011). Fou elegit novament diputat a les eleccions al Parlament de les Illes Balears de 2011, 2015 i 2019.

## Obres[3]
- La cuina dels menorquins (1998) ISBN 978-84-664-0479-2
- La cuina de Menorca (2004)
- Poemes amb adreça (1979)
- El Preu del marès (1983)
- Qui la fa, la paga, La Magrana, 1990
- Marès nostrum, Ifeelbook, 2017